# Öküz Mehmed Pasha
Öküz Mehmed Pasha, död 1619, var en egyptisk guvernör.
Han var guvernör i Egypten 1607–1611. 